# さくらの街信用組合

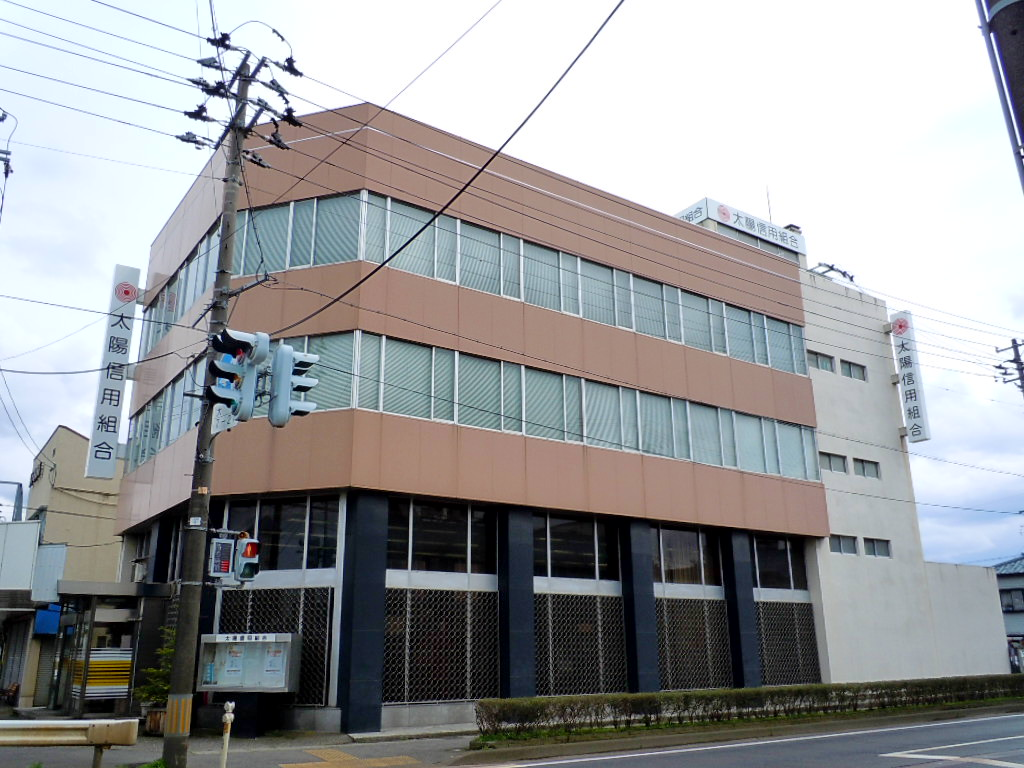
本店（旧太陽信組本店）、令和5年7月までははばたき信用組合阿賀野支店として使用

さくらの街信用組合（さくらのまちしんようくみあい）は、新潟県阿賀野市に本店を置いていた信用組合である。阿賀野市にあった旧太陽信用組合本店に当信用組合の本店を、五泉市にあった旧五泉信用組合本店に本部を設置していた。
2019年12月、新栄信用組合（本店：新潟市）と合併し、はばたき信用組合となった。合併後に存続するのは新栄信組。本店と本部も新栄信組に置く。

## 沿革
- 2014年7月22日 - 太陽信用組合と五泉信用組合とが対等合併し、さくらの街信用組合を発足。
- 2019年12月9日 - 新栄信用組合と合併し、はばたき信用組合発足。